# 皇南パン
皇南パン（こうなんパン、ファンナムパン、朝鮮語: 황남빵、英語: Hwangnam bread）とは、大韓民国慶州市の特産品の小豆餡が詰まった小さなペイストリーである。一般的には慶州パン（けいしゅうパン、キョンジュパン、朝鮮語: 경주빵、英語: Gyeongju bread）とも呼ばれている。名前は皇南洞に由来する。慶州パンは1939年に慶州中心部の皇南洞にあるベーカリーで初めて焼かれた。
皇南パンは全国的に人気で、慶州のいくつかのベーカリーで製造されている。皇南パンは慶州市内の多くの場所や全国の専門店でも販売されている。
慶州パンの生地は鶏卵と小麦粉から作られ、全体の約70%が小豆餡である。伝統的に上部に菊が描かれている。慶州パンは韓国政府によって優れた地域特産品（朝鮮語: 지역명품）に指定されている。

## ギャラリー

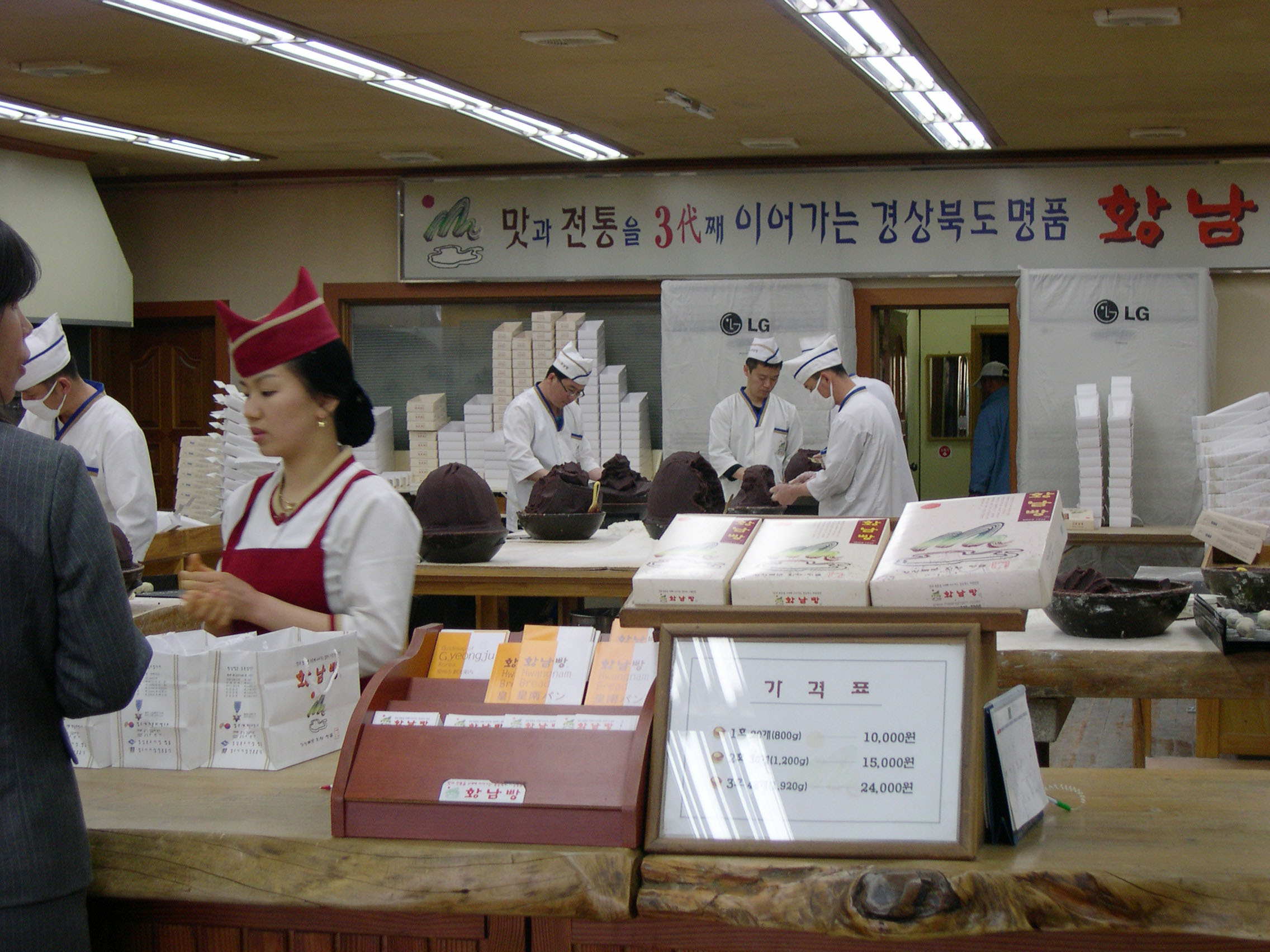
皇南パンのベーカリー
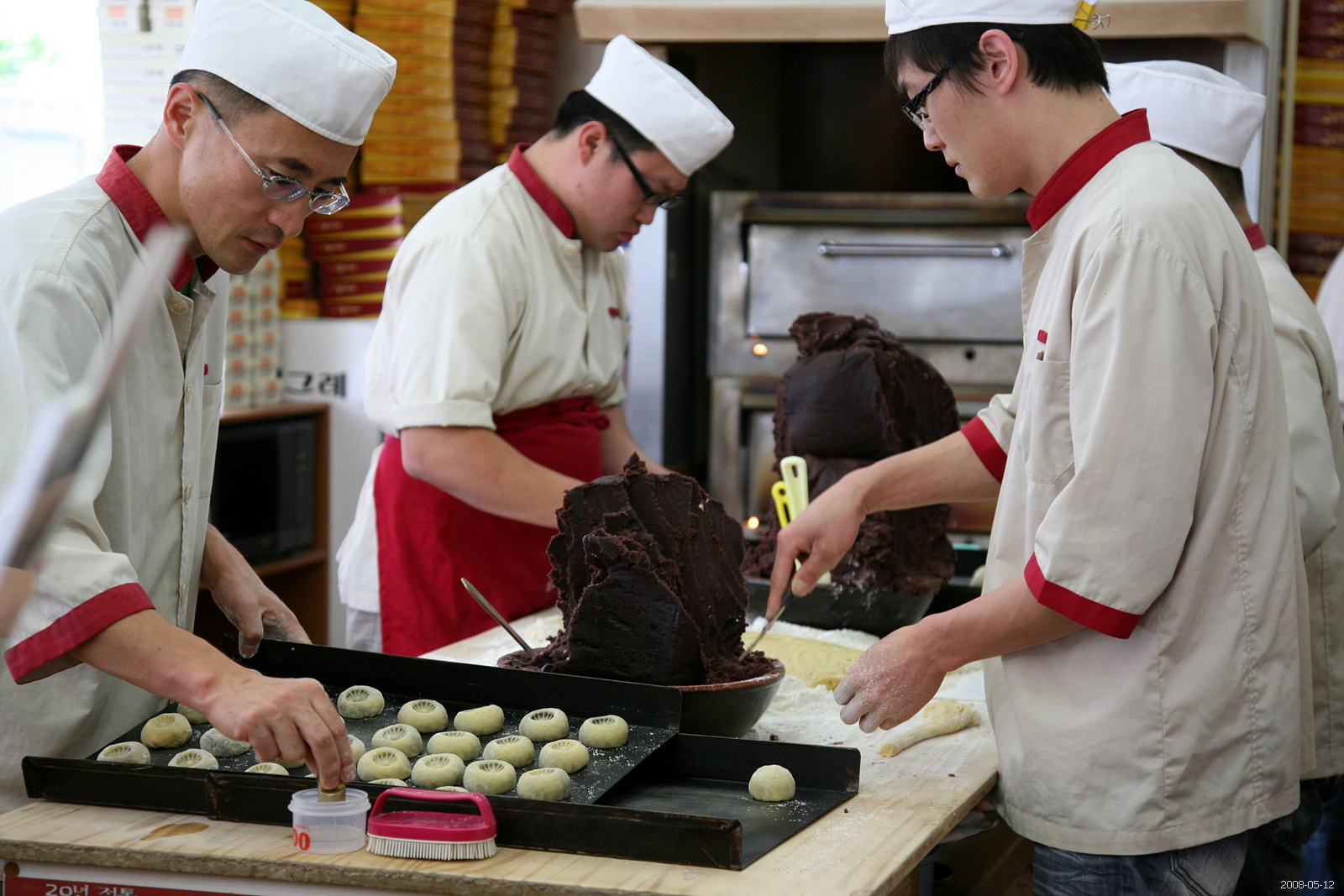
皇南パンの製造風景
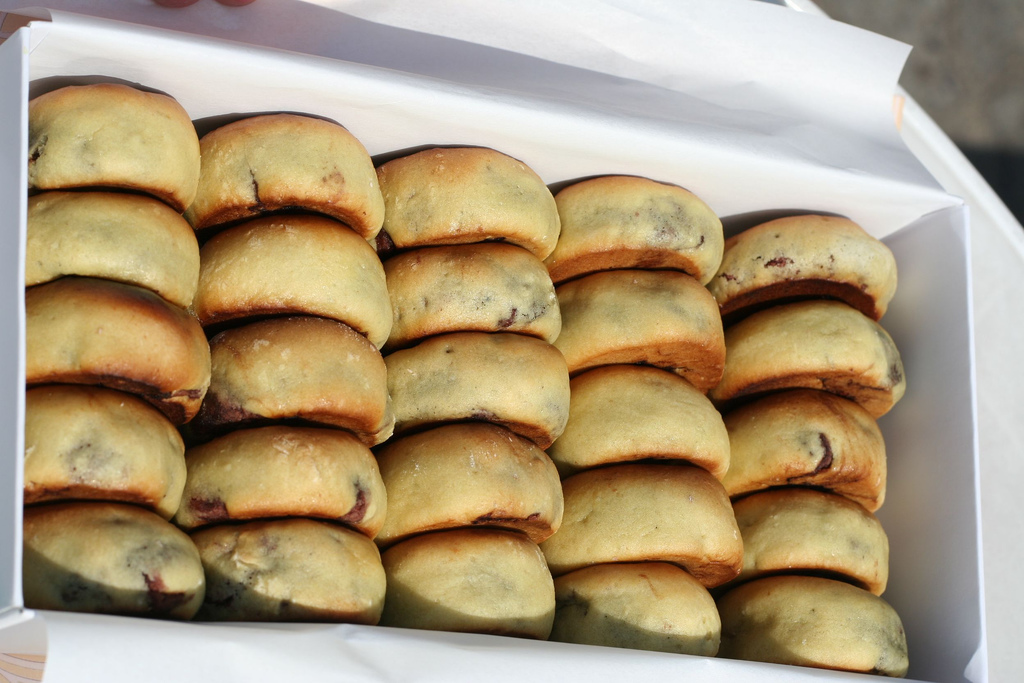
包装された皇南パン
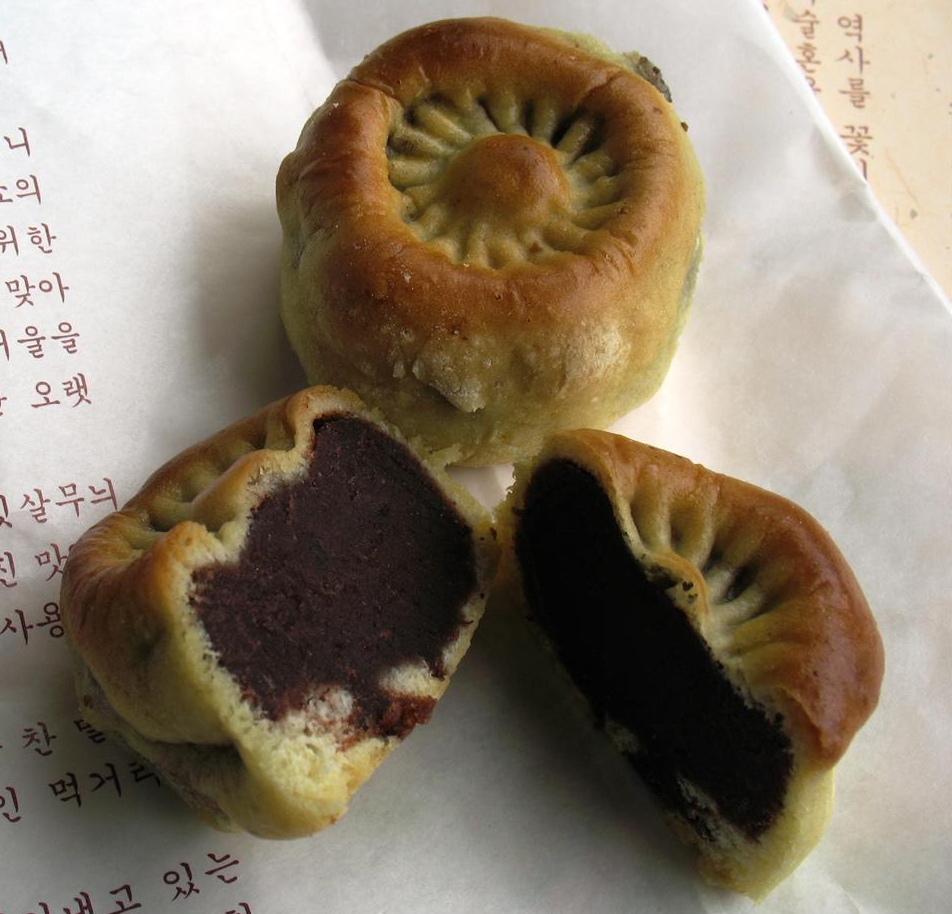
皇南パンの中身